# Байсин
Байси́н (каз. Байсын) — село у складі Шиєлійського району Кизилординської області Казахстану. Адміністративний центр та єдиний населений пункт Жанатурмиського сільського округу.
У радянські часи село називалось Жанатурмис.
Населення — 1096 осіб (2021; 875 у 2009, 846 у 1999, 547 у 1989).